# 水戸市消防局
水戸市消防局（みとししょうぼうきょく）は、茨城県水戸市の消防部局（消防本部）。東茨城郡城里町は水戸市に常備消防事務を委託している。

## 沿革
- 1950年5月25日 水戸市消防本部を設置し、従来の消防団常備消防第1部～第3部を第1～第3消防所に改称する。
- 1952年
  - 5月16日 水戸市消防署を設置する。
  - 7月30日 消防分遣所を設置する。
- 1959年
  - 7月21日 救急業務を開始する。
  - 8月20日 第1消防所を水戸市消防署に、第2消防所を袴塚出張所に、第3消防所を七軒町出張所に、分遣所を一ノ町派出所に改称する。
  - 9月1日 赤塚出張所を設置する。
- 1966年7月1日 消防本部に課制を導入する。
- 1967年4月14日 一ノ町派出所を廃止し、城東派出所を設置する。
- 1971年
  - 7月27日 城東派出所を城東出張所に改称する。
  - 10月6日 消防本部・消防署新庁舎が落成し、現在地に移転し業務を開始する。
- 1973年
  - 11月15日 水戸市消防音楽隊が発足する。
  - 11月20日 緑岡出張所を設置する。
- 1977年10月1日 南消防署を設置し2署体制となる。水戸市消防署を北消防署に改称する。七軒町出張所を廃止する。
- 1980年
  - 12月24日 袴塚出張所を渡里出張所に改称する。
  - 12月25日 渡里出張所を新築移転する。
- 1982年12月27日 赤塚出張所を新築移転する。
- 1985年3月1日 住吉出張所を設置する。
- 1986年4月1日 東茨城郡常澄村の消防事務を受託し、消防業務を開始する。
- 1990年4月1日 桜の牧出張所を設置する。
- 1992年
  - 2月20日 水戸市初の高規格救急自動車を北消防署本署に配備する。
  - 3月3日 消防事務を受託していた常澄村を編入合併する。
- 1993年
  - 4月1日 東茨城郡常北町・桂村の消防事務を受託し、消防業務を開始する。
  - 4月1日 渡里出張所が新築移転のうえ飯富出張所に改称する。
  - 8月1日 常澄出張所を設置する。
- 2004年10月 新潟県中越地震に緊急消防援助隊を派遣。
- 2005年
  - 2月1日 消防事務を受託していた常北町・桂村が西茨城郡七会村と新設合併し、城里町が発足する。城里町の消防事務を受託する。
  - 2月1日 内原出張所を設置する。
- 2006年4月1日 北消防署に高度救助隊を発隊。
- 2007年4月1日 城里出張所を設置する。
- 2011年3月25日 東日本大震災に緊急消防援助隊を派遣。
- 2013年5月1日 消防本部を城南2-6-7に移設[1]
- 2017年9月11日 平成27年9月関東・東北豪雨に対し茨城県広域消防相互応援協定に基づき応援部隊が出動。
- 2019年1月4日 消防本部を市役所4階へ移転
  - 10月13日 令和元年東日本台風（台風19号）に伴う豪雨で飯富出張所が水没。
- 2021年4月1日 水戸市消防局へ改称。

## 組織
- 本部 - 消防総務課、火災予防課、消防救助課、救急課
- 消防署

## 主力機械

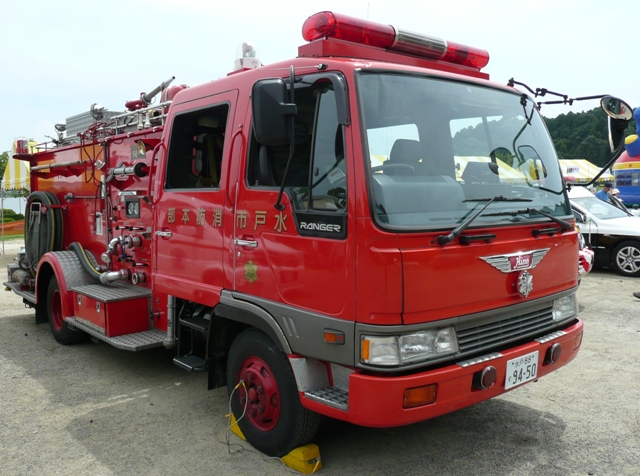
ポンプ車

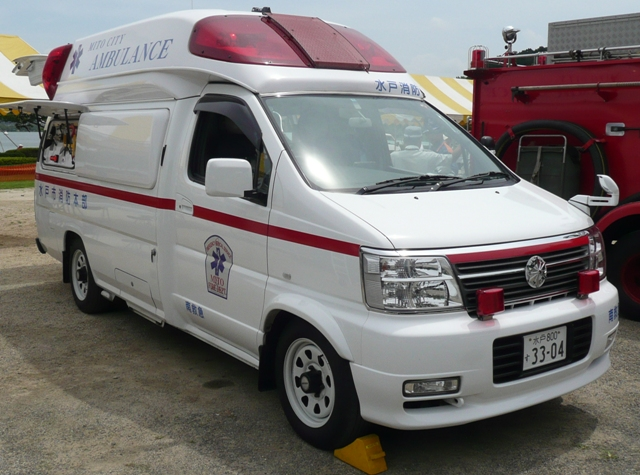
救急車

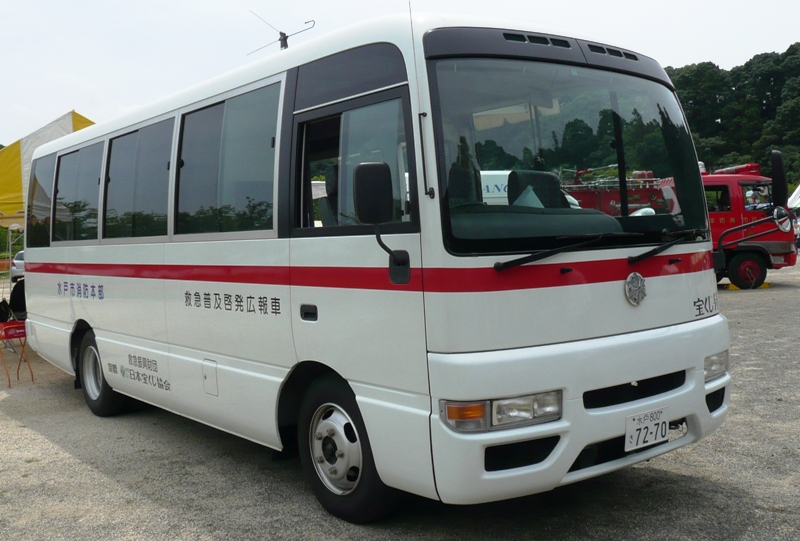
救急普及啓発車

2019年4月現在
- 普通消防ポンプ自動車：2
- 水槽付消防ポンプ自動車：10
- はしご付消防自動車：2
- 屈折はしご付消防自動車：1
- 化学消防自動車：2
- 軽消防自動車：1
- 救急自動車：12
- 救助工作車：2
- 指揮隊車：2
- 水槽車：1
- 広報車：1
- 資機材搬送車：1
- 支援車：1
- 救急普及啓発車：1
- 都道府県指揮隊車：1
- 燃料補給車：1
- その他：13
- 合計：56

## 消防署
| 消防署   | 住所          | 出張所 |
| -------- | ------------- | --- |
| 北消防署 | 緑町2-1-2     | 飯富：飯富町5280 赤塚：赤塚1-2053-11 桜の牧：河和田町3891-154 内原：内原町1394-1 城里：東茨城郡城里町石塚955-5 |
| 南消防署 | 元吉田町537-2 | 城東：城東2-6-36 緑岡：平須町1828-246 住吉：住吉町45-6 常澄：大串町4098-2                                      |